# 黄腰柳莺
黄腰柳莺为柳鶯科柳莺属的鸟类。繁殖於從南西伯利亞至北蒙古及中國東北的山地森林中。此柳鶯以德國動物學家彼得·西蒙·帕拉斯的名字命名，他是首次正式描述該物種的人。這種柳鶯具有強烈的遷徙性，主要在中國南方及鄰近的東南亞地區越冬，但近幾十年來，在秋季於歐洲發現的數量有所增加。该物种的模式产地在西伯利亚。
黃腰柳鶯是古北界最小的柳鶯之一，擁有相對較大的頭部和短尾巴。它的上半身呈綠色，下半身為白色，並具有檸檬黃色的腰部、黃色的雙翼條紋、眉線及頭冠中央條紋。它的外觀與幾種其他亞洲柳鶯相似，包括一些曾被認為是其亞種的物種，雖然其獨特的鳴聲聲有助於識別。
雌鳥會在樹上或灌木叢中築碗狀巢，並孵化四至六枚蛋，經過12至13天後，雛鳥孵化。幼鳥主要由雌鳥餵養，並在12至14天後離巢；之後雙親會繼續餵養約一週。黃腰柳鶯是食蟲性的，主要以小型昆蟲及蜘蛛的成蟲、幼蟲和蛹為食。它們會在灌木叢和樹上覓食，從葉子上挑取獵物，或在短距飛行或懸停時捕捉獵物。黃腰柳鶯的分佈範圍廣泛，數量穩定，因此國際自然保護聯盟（IUCN）將其評估為「無危」。

## 分類

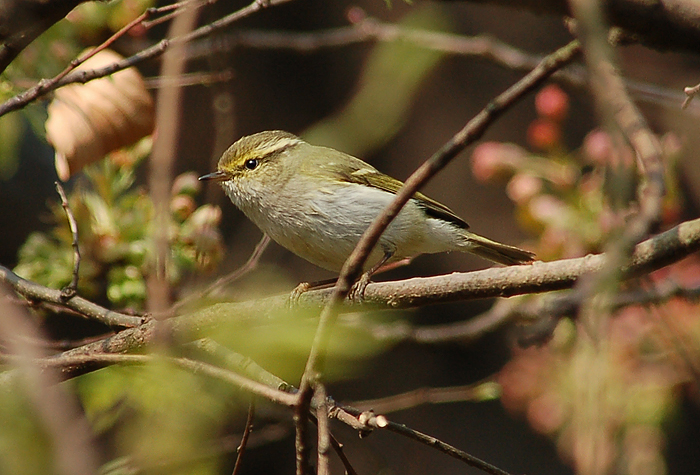
貴陽, 中國

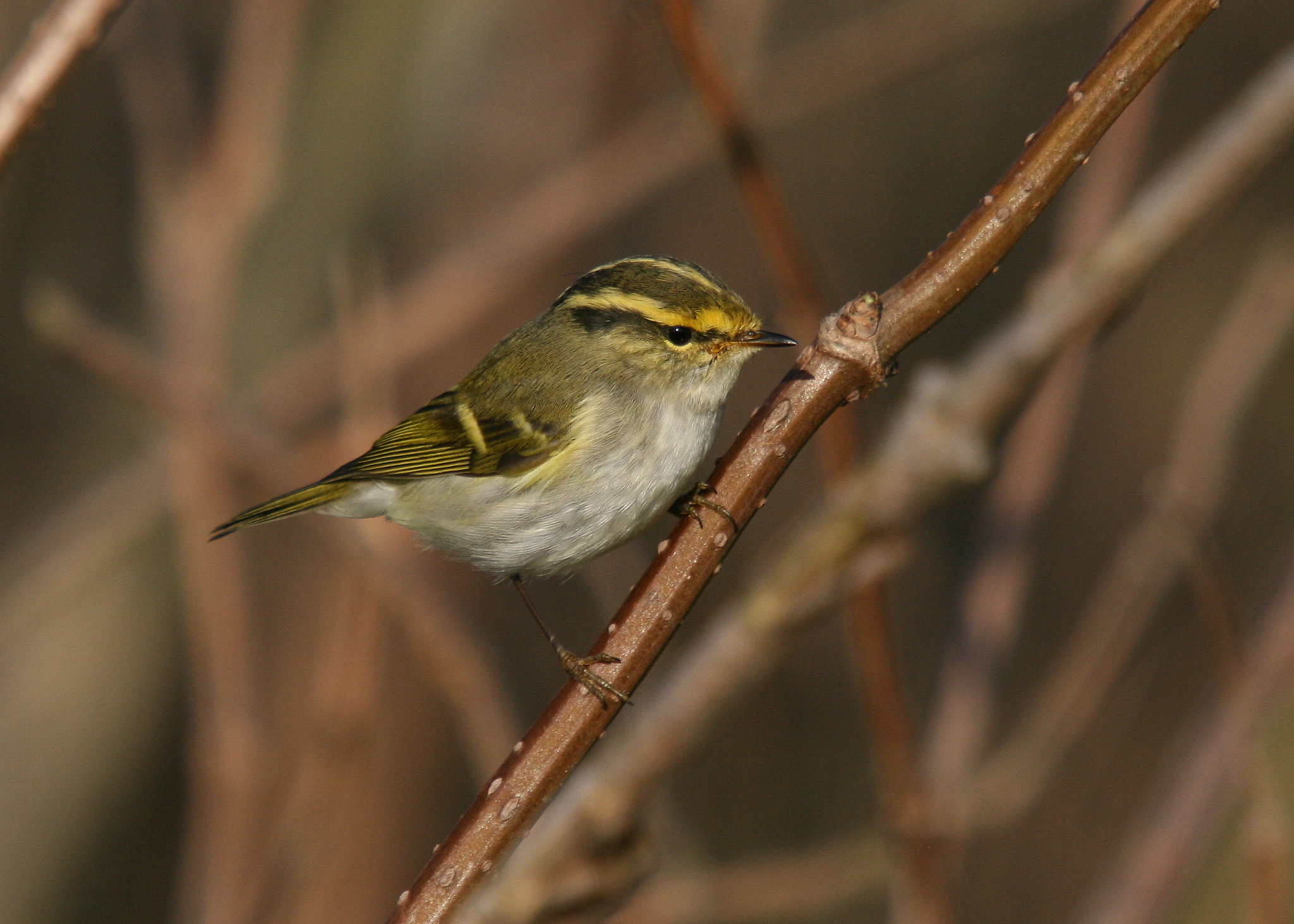
黃腰柳鶯 黑爾戈蘭島，德國

黃腰柳鶯的英文名稱紀念德國動物學家彼得·西蒙·帕拉斯，他於1772年5月在西伯利亞的音果達河首次發現了這種鳥。 他最終於1811年發表了研究成果，將該物種命名為Motacilla proregulus。 現在的屬名Phylloscopus來自古希臘語phullon，意為「葉」，以及skopos，意為「尋覓者」（來自skopeo，意為「觀察」）。種名proregulus來自希臘語pro，意為「接近」，以及名稱regulus，指的是類似的戴菊（Regulus regulus）。
柳鶯屬屬於由德國動物學家弗里德里希·博伊厄於1826年首次描述的分類群，包括大約50種小型食蟲性的舊世界林地柳鶯，它們的上半身通常呈綠色或棕色，下半身則為黃色、白色或米色。該屬以前屬於舊世界鶯科（Sylvidae），但現已被分為獨立的柳鶯科（Phylloscopidae）。
在該屬中，黃腰柳鶯屬於一組相似的小型亞洲柳鶯，特徵是黃色的腰部、明顯的眉線、雙翼條紋及頭冠條紋， 曾被分為Abrornis屬，但目前保留在柳鶯屬中。
黃腰柳鶯本身以前被視為由多個亞種組成的複合體，指名亞種P. p. proregulus繁殖於北亞，而其他亞種則在更南方的高海拔地區繁殖，從西喜馬拉雅山脈向東延伸至中國西部（雲南，北至甘肅和河北）。 雖然18世紀的w:Gilbert White吉爾伯特·懷特和19世紀的威廉·埃德溫·布魯克斯等野外博物學家曾注意到柳鶯鳴聲在區分外表相似的柳鶯時的重要性， 但長期以來，他們的觀點並未完全被鳥類學界接受。 近年來，鳴聲聲在分類學中變得越來越重要。以黃腰柳鶯的前亞種為例，儘管牠們的羽毛只有些微差異，但南方的亞種在鳴聲聲上非常獨特。這些亞種的鳴聲聲和指名種族不同，2006年的DNA分析證實這些亞種足夠獨特，因此現在被視為獨立物種，使黃腰柳鶯成為單型的。分離出的物種有：
- 淡黃腰柳鶯（Phylloscopus chloronotus）：分佈於喜馬拉雅山脈，於低海拔地區過冬。擁有兩個亞種，P. c. chloronotus和P. c. simlaensis。
- 四川柳鶯（Phylloscopus forresti）：分佈於中國中南部（四川、雲南北部），冬季遷徙至中南半島；為單型的。
- 甘肅柳鶯（Phylloscopus kansuensis）：分佈於中國中西部（甘肅），越冬範圍尚不明瞭；為單型。
- 雲南柳鶯（Phylloscopus yunnanensis）（同義P. sichuanensis）：分佈於中國中北部，冬季遷徙至中國西南及中南半島；為單型。

甘肅柳鶯和雲南柳鶯的繁殖範圍在甘肅南部重疊，但這兩個物種在生態學上有所區別：甘肅柳鶯棲息於較高的森林環境，而雲南柳鶯則生活在較低的灌木叢環境中。 「淡黃腰柳鶯」在物種分裂之前有時被用作黃腰柳鶯的同義詞。 黃腰柳鶯大約在410萬至550萬年前與雲南柳鶯分化，並在170萬至320萬年前與其其他前亞種分離。

## 描述

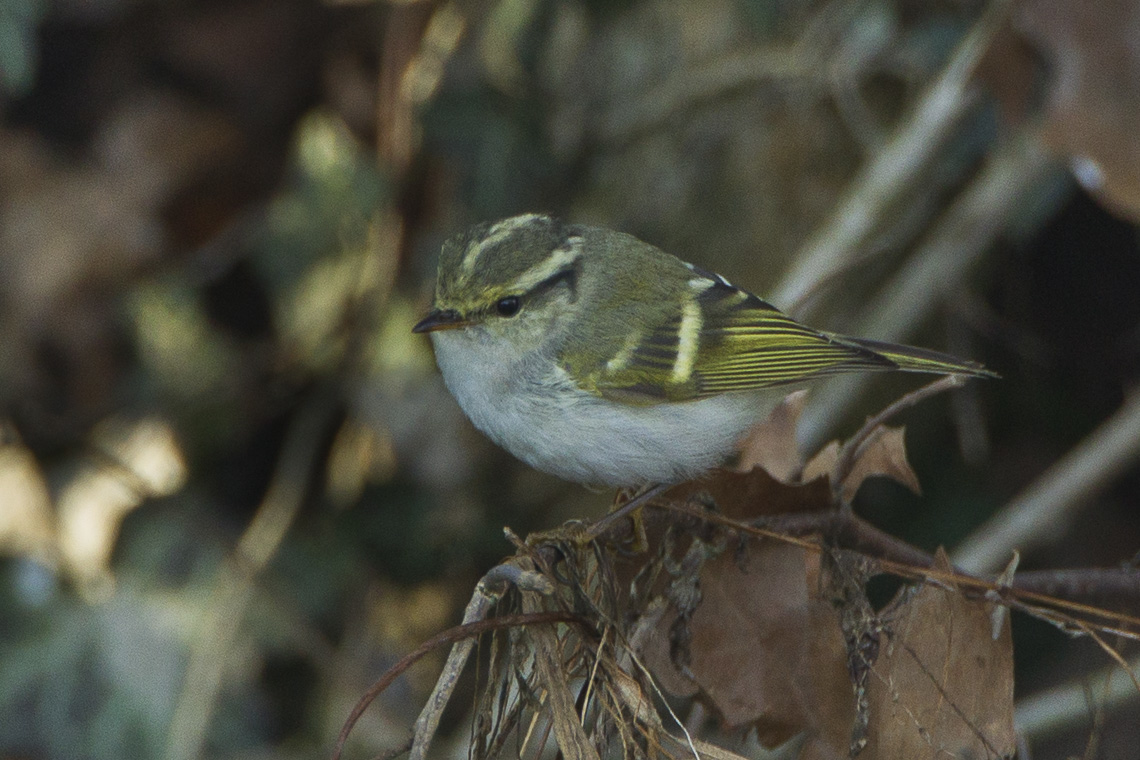
顯示頭部條紋。越冬鳥 特雷維索, 義大利

黃腰柳鶯是最小的柳鶯之一，擁有大頭和短尾。體長9—10（3.5—3.9英寸），體重4—7克（0.14—0.25盎司），稍微比黃眉柳鶯小，僅比戴菊稍大。它的上半身呈綠色，下半身為白色，但其外觀十分醒目，翅膀的覆羽上有明顯的淡黃色雙翼帶，鮮豔的黃色眉線和頭冠中央條紋，腰部呈檸檬黃色。喙為黑棕色，切緣和下喙基部帶有淡黃色，虹膜為棕色，腿為棕色，帶有綠色或灰色調。當鳥隱於低矮植被或懸停時，黃色的腰部非常明顯，但在其他情況下較難看到。
在亞洲，黃腰柳鶯可藉由其較黃的頭部條紋、翼帶及喉部，以及不同的鳴聲聲與其過去的亞種區分開來。其他有黃腰的亞洲柳鶯與黃腰柳鶯相似；橙斑翅柳鶯和布氏柳鶯體型較大，上半身呈暗綠色，標記不如黃腰柳鶯明顯，且它們的翼帶分別為棕色和白色，而非黃色。灰喉柳鶯頭部、臉和喉部帶有灰色標記，下半身呈淡黃色。
黃腰柳鶯的雌雄外觀相似，但非繁殖期的鳥類上半身為較亮的綠色，並且飛羽的邊緣更寬、更明亮。幼鳥與成鳥相似，但上半身帶有棕色調，下半身為灰白色，眉線也較暗淡。成鳥在8月或9月完成繁殖後的全身換羽，然後進行遷徙。幼鳥和繁殖前的成鳥則在3月或4月進行部分換羽，替換全身羽毛及部分尾羽。
黃腰柳鶯的鳴唱來自隱藏在高大樹木頂端附近的棲息處。 它的鳴聲聲強而持久，由哨聲組成，混入了類似金絲雀的音節和間歇的顫音，持續約2至4秒，且在越冬地和繁殖期都可以聽到。叫聲則是一種短而柔和的dju-ee。相比之下，過去的亞種鳴聲非常不同，持續數秒甚至數分鐘的震顫聲。牠們的叫聲通常尖銳且單音節。

## 分佈與棲地

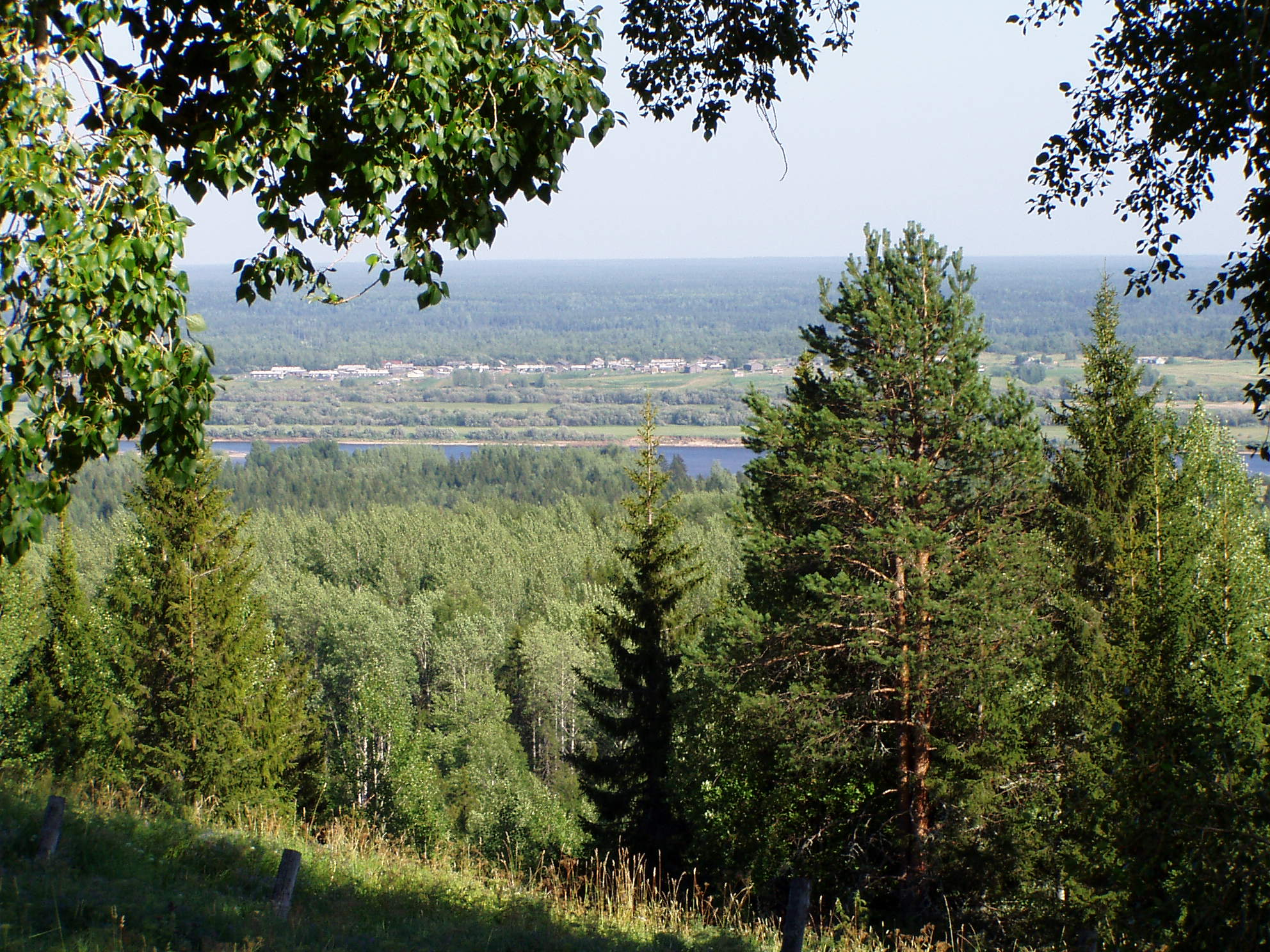
西伯利亞針葉林

黃腰柳鶯在西伯利亞的阿爾泰山脈東部至鄂霍次克海地區、蒙古北部、中國東北及可能的北韓地區繁殖。它具有強烈的遷徙性，主要在中國南方亞熱帶地區、泰國北部及其他中南半島東北部地區越冬。 它在日本雖然罕見但每年都有記錄。
黃腰柳鶯在針葉林的泰加林中繁殖，包括冷杉、雲杉、松樹和落葉松，或在混合林中與柳樹、赤楊和大量針葉樹共生。在俄羅斯南部和遠東地區，牠們在海拔較低的地區繁殖，高度可達1,500—1,700（4,900—5,600英尺）。在冬季，它的棲地範圍更廣泛，包括闊葉林、灌木叢以及針葉林，並且可以在河谷低至海平面的地方找到。

### 其他遷徙

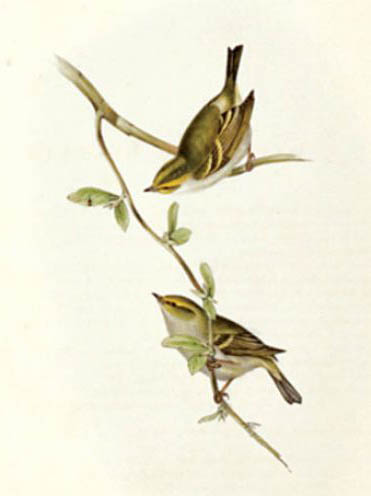
來自約翰·古爾德1837年的「達爾馬提亞戴菊」插圖

黃腰柳鶯如今在秋季定期出現在歐洲。已知的首筆歐洲記錄是1829年於現今的克羅埃西亞達爾馬提亞射殺的一隻個體，但約翰·古爾德正式描述時並未意識到此物種已在亞洲被發現，並將其命名為「達爾馬提亞戴菊」Regulus modestus。 德國鳥類學家海因里希·蓋特克於1837年移居到當時屬於英國的赫爾戈蘭島，並在那裡住了約五十年，期間他展示了包括偶爾的黃腰柳鶯在內的多種亞洲鳥類每年秋季都會在該地出現。
在歐洲最西部，英國首次記錄的黃腰柳鶯是於1896年射殺的， 但直到1951年才發現第二隻。 此後，這種鳥類變得越來越常見，並在1990年底不再被視為國內罕見物種。 例如，2003年英國記錄了313隻黃腰柳鶯。 每年也至少在瑞典、芬蘭和丹麥出現。
大多數在歐洲發現的黃腰柳鶯是第一年齡的幼鳥， 並對於秋季大量增加的原因提出了多種解釋。過去，這些柳鶯被廣泛認為是迷鳥或反向遷徙者，但最近的看法認為它們進行了正常的定期遷徙，利用歐洲西部的溫和海洋性氣候過冬。 該理論的一個缺陷是許多鳥應該在西班牙過冬，特別是在西北部，但黃腰柳鶯在該國很少見，並且往往出現在東部。因此，西班牙鳥類學家愛德華多·德·胡安娜提出，當這些柳鶯到達西北歐後，它們重新定向向東南飛行。
在歐洲之外，黃腰柳鶯作為迷鳥曾被記錄於北非（突尼西亞和摩洛哥）、西亞（以色列、土耳其和伊朗）、中亞（烏茲別克和塔吉克）、東南亞（孟加拉和台灣）及阿拉斯加。

## 行為
黃腰柳鶯不算膽小，但其隱蔽的樹棲生活方式使其難以觀察，特別是在濃密的樹葉中。它幾乎不斷地在移動，經常像戴菊一樣短暫懸停，甚至更頻繁， 有時也會倒掛在枝條上。

### 繁殖
繁殖期為6月至7月，從6月中旬開始產卵。巢由雌鳥築於針葉樹上，通常靠近樹幹，距地面0.5—10（1.6—32.8英尺），有時築於灌木叢中。巢呈圓形或橢圓形，由樹枝、葉子及其他植被構成，內襯較細的材料，如羽毛、毛髮或細草。 每窩產下四至六枚藍灰色斑點的白色鳥蛋，並由雌鳥孵化。 蛋在12至13天後孵化，雛鳥於12至14天大時離巢。雛鳥在巢中主要由雌鳥餵養，但離巢後雙親皆會餵養約一週。繁殖範圍南部的鳥有時會養育第二窩。中西伯利亞的繁殖領域通常為17.088，偶爾可達17.089。
黃腰柳鶯與其他同屬物種一樣，是北方中杜鵑的巢寄生宿主。杜鵑的蛋在外觀上類似於宿主的蛋，但體型較大。

### 取食
如同其近親，黃腰柳鶯是食蟲性的，取食小型昆蟲的成蟲、幼蟲和蛹，包括蒼蠅、飛蛾及蚜蟲；也會捕食蜘蛛。它們在灌木和樹上覓食，從葉子上拾取食物，或在短距離飛行或懸停時捕捉獵物。非繁殖期時，它們可能加入混合覓食群，與山雀、戴菊及其他舊世界鶯科一起覓食。 在亞洲，隨行物種還可能包括繡眼、山椒鳥及畫眉。

## 狀態
黃腰柳鶯的分佈範圍廣泛，儘管全球種群趨勢尚未量化，但其數量被認為是穩定的。該物種並未達到IUCN紅色名錄中關於種群下降標準的門檻（即在十年或三代內下降超過30%）。因此，根據國際自然保護聯盟（IUCN）的評估，黃腰柳鶯被列為「無危物種」。
黃腰柳鶯在俄羅斯和中國東北地區分佈廣泛，數量眾多，且局部地區極為豐富。根據記錄，在俄羅斯東南部，每平方公里內的繁殖密度可達35–50對（每平方英里90–130對），在西伯利亞的密度略低。該物種在東南亞的越冬地也局部常見。

## 外部連結
- 黃腰柳鶯 (Phylloscopus proregulus)鳴聲（页面存档备份，存于） 香港觀鳥會鳥鳴集

1. ↑  帕拉斯在1768至1774年間，受葉卡捷琳娜大帝贊助，領導了一場前往西伯利亞的科學探險。[3]
2. ↑  古爾德完成了初步草圖，最終的細節繪畫由他的妻子伊麗莎白·古爾德完成。[25]